# Processament d'aliments

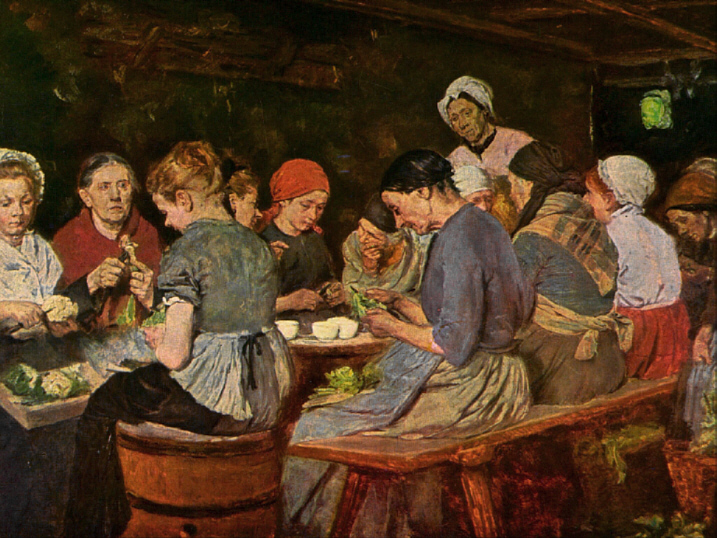
Factoria d'envasat - Max Liebermann (1879).

El processament dels aliments és un conjunt de processos que es fan en les diferents parts de la cadena de producció, transport, venda i consum per a garantir la vida i la higiene dels aliments. Es parteix de la idea inicial que els aliments són productes peribles i que cal assegurar certes condicions i fer certs tractaments perquè sigui possible la seva conservació.

## Procés

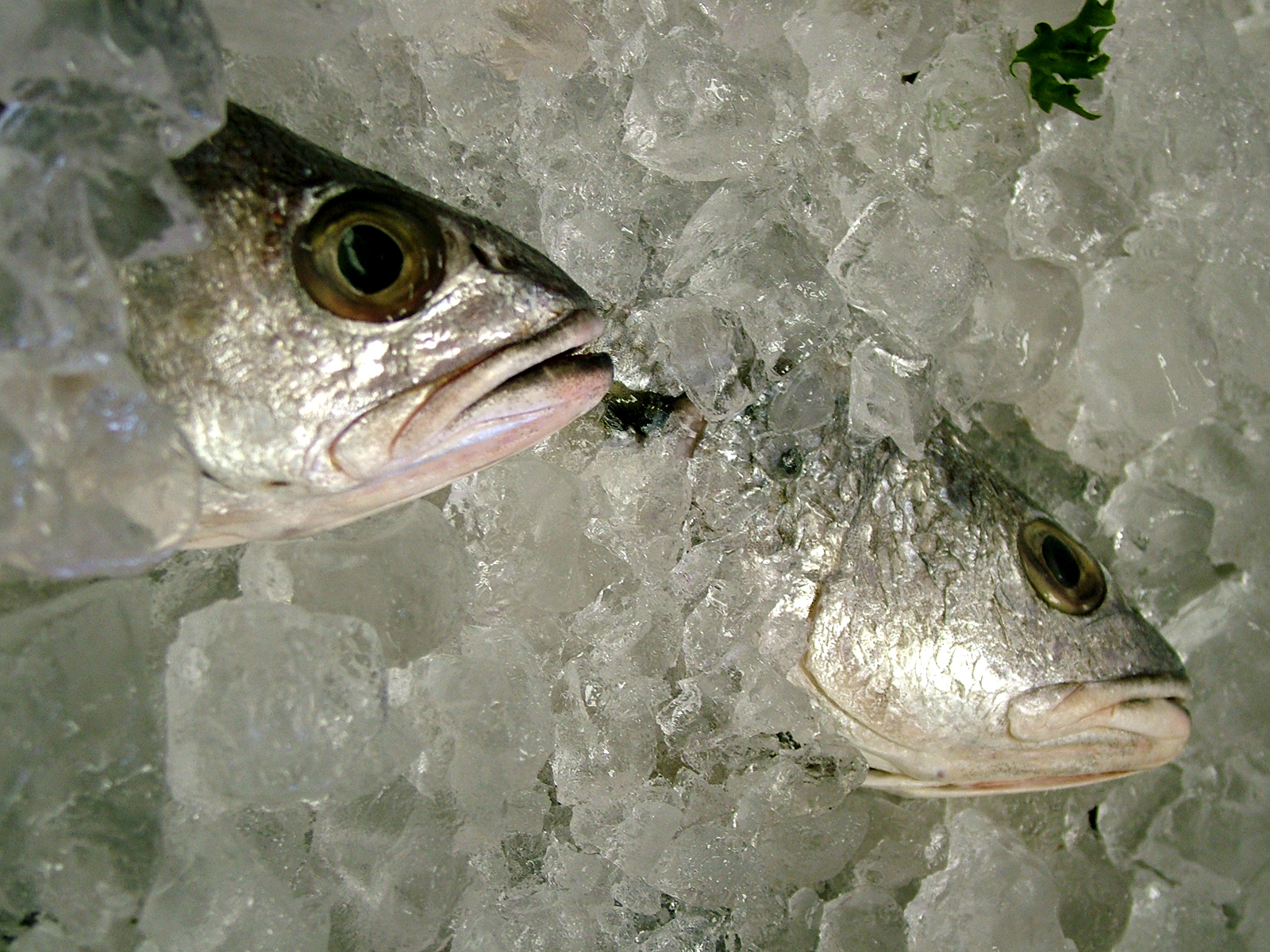
Peix en gel - Manté les seves propietats.

Per regla general els aliments recol·lectats se solen sotmetre a un procés posterior, bé sigui per al seu consum immediat, ja sigui per a la seva conservació posterior. La missió és aturar l'activitat microbiana que deteriora l'aliment i no permet el seu consum. El procés és una tasca que es realitza en origen, per regla general a la indústria de l'alimentació, i que és prèvia a la seva comercialització.
El procés de congelació és un dels més utilitzats per a la conservació de les carns, encara que també es pot utilitzar per a les fruites i verdures amb la finalitat d'evitar el procés bacterià.
Un dels processos més populars per a les carns és el dels embotit, pels ingredients que empra de fàcil obtenció

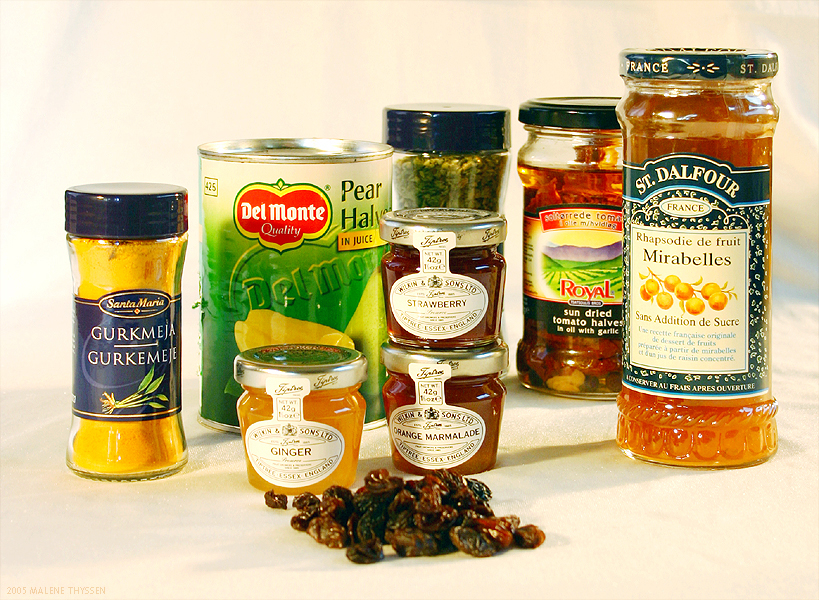
Envasos.

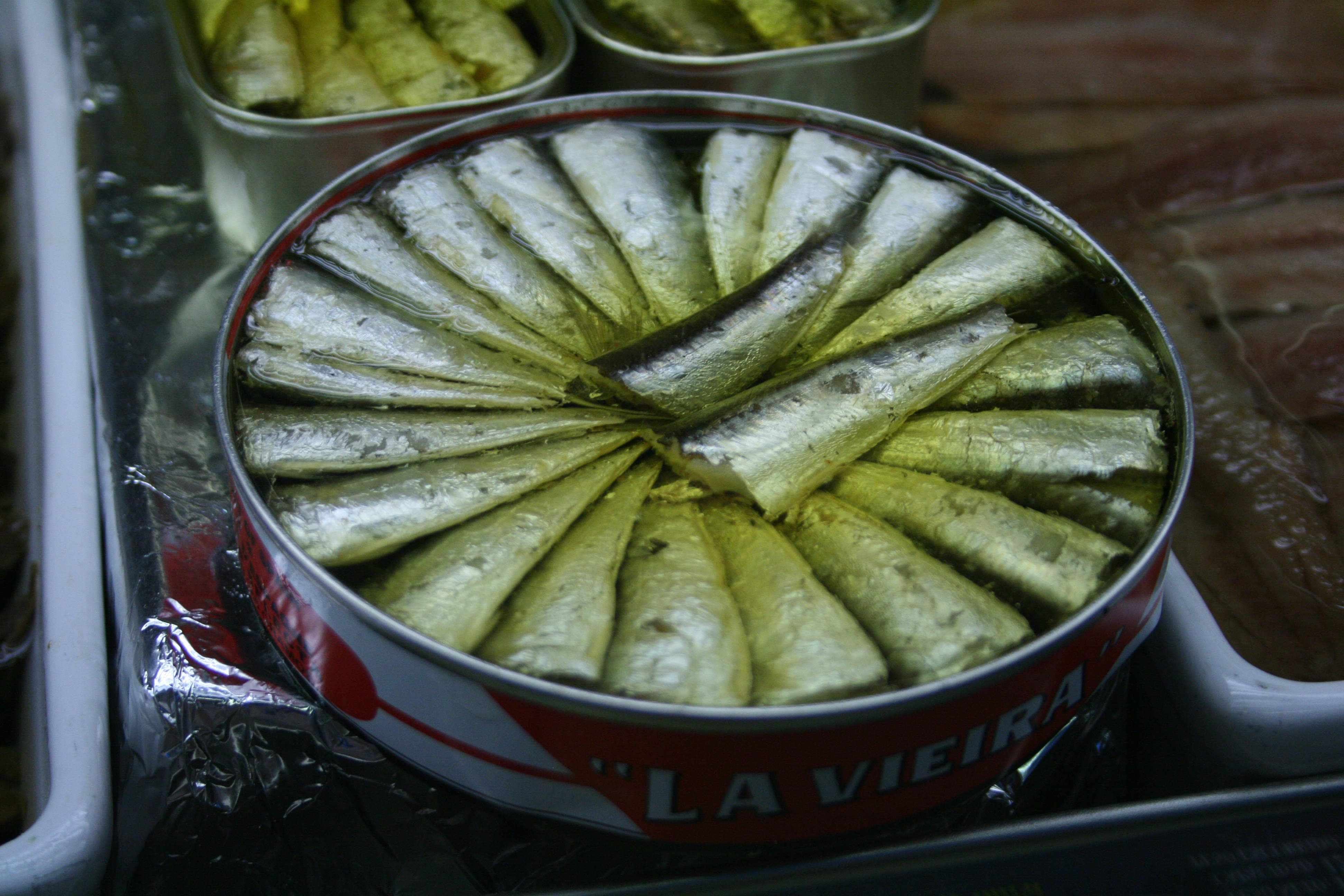
Sardines en llauna conservades en oli.

Tot seguit es tracten els processos destinats a la  conservació dels aliments  i que corresponen a un conjunt de tècniques encarregades d'augmentar la vida i disponibilitat dels aliments per al consum humà i animal.

## Dessecació o deshidratació/Pasteurització
Aquest és un dels mètodes menys antics utilitzats actualment per preservar els aliments. El mètode es basa en el fet que els microorganismes que contaminen els aliments no poden créixer en els aliments secs. D'antic les carns, fruites, vegetals, etc., eren col·locats a la llum solar perquè se'ls s'evaporés l'aigua que tenien; d'aquesta manera, s'aconseguia que durés molt més temps que si es mantinguessin sense aquest tractament. Aquest procés genera aliments d'humitat intermèdia o directament secs, més segurs pels consumidors.
A la pasteurització dels aliments líquids s'eleven fins a una temperatura d'ebullició i després es baixa la temperatura abruptament prop d'un punt de congelació.

## Addició de sal i fumat
Són dos mètodes de preservació d'aliments àmpliament utilitzat des d'èpoques remotes. Carns i peixos poden ser tractats amb sal de cuina, la qual els deshidrata i evita l'atac de gèrmens, actuant com a antisèptic i protegint els aliments ...

## Enllaunat i embotellat
L'enllaunat és una tècnica de preservació d'aliments àmpliament utilitzada en l'actualitat, i útil pràcticament per a qualsevol classe d'aliments. En ser enllaunats els aliments són segellats en el seu recipient després de fer-se el buit i escalfats. Qualsevol organisme present és eliminat per aquest procediment, i altres no poden arribar perquè els aliments estan aïllats en segellar la llauna. Tot el procés, que comprèn omplir i segellar les llaunes o contenidors, és realitzat automàticament en les indústries modernes.
Els microorganismes i els enzims necessiten cert grau de temperatura per alterar els aliments, però un excés de calor els destrueix. Per això s'empra l'esterilització per calor per conservar els aliments, especialment els enllaunats. Les llaunes plenes i hermèticament tancades, se sotmeten a elevades temperatures (entre els 100 º i 150 °C.) durant un temps determinat. Un cop esterilitzades les llaunes, i mentre aquestes no s'obrin i deteriorin, els productes en elles s'han de mantenir inalterats durant un temps prolongat. Per aquesta raó és inútil guardar les llaunes de conserves en un refrigerador abans d'obrir-les.
L'embotellament és generalment utilitzat per a fruites i vegetals. El procés és semblant al de l'enllaunat, però els aliments es col·loquen en ampolles en lloc de llaunes ...

## Congelació
La congelació, és a dir, l'exposició dels aliments a temperatures per sota dels zero graus, pot ser utilitzada per a preservar la majoria dels aliments com carns, peixos, fruites, verdures, etc., incloent menjars ja cuinats i preparades. Quan s'utilitza aquesta tècnica, els aliments són congelats ràpidament per evitar canvis en la textura i en el sabor.

## Refredament i envasat al buit
El procés en què la carn és refredada al buit té com a objectiu allargar la vida útil de la carn, és a dir, allargar el temps entre la producció i el consum per part de l'ésser humà de manera que resulti segura, sense haver de recórrer al congelat o altres mètodes de conservació.
El període de prolongació de la qualitat del producte depèn dels factors involucrats en el procés del buit, ja que cada un interacciona entre si durant el mateix.
La finalitat d'aquest procés és que la carn sigui recoberta per un film que actuï com a barrera tant per al vapor d'aigua com per a l'oxigen, de manera que s'assoleixi el microclima adequat entre el film i el tall de carn per a la proliferació de bacteris benèfics com ara els làctics (semblants als que es troben en el iogurt), ja que l'àcid làctic és un conservant natural per als aliments. Al mateix temps, s'obté així un hàbitat no propici per al desenvolupament de bacteris indesitjats que perjudiquin la carn o la tornin perillosa per al seu consum, disminuint al mínim el desenvolupament de les mateixes i evitant la putrefacció.